# Albelda
Albelda è un comune spagnolo di 926 abitanti situato nella comunità autonoma dell'Aragona.
Appartiene a una subregione denominata Frangia d'Aragona. In paese si parla ancora una varietà occidentale di catalano con chiare influenze castigliane.